# Jacob Brafman
Pour les articles homonymes, voir Brafman.
Jacob Brafman (Iakov Aleksandrovich Brafman), né en 1824, mort en 1879, est un Juif lituanien converti au christianisme orthodoxe qui publia des essais complotistes.

## Biographie
Après sa conversion, Brafman fut chargé par le Saint-Synode de répandre le christianisme dans les milieux hébraïques. Brafman occupa le poste de professeur d'hébreu au séminaire de Minsk, en 1860.

## Thèses
Brafman publia en 1869 un essai nommé Kniga Ḳahala dans lequel il développe le concept du Kahal juif ou l'idée d'une sorte de pouvoir central de la communauté juive sous la forme d'un conseil d'administration, tissant la trame de nombreux complots. Ses écrits sont considérés comme des précurseurs des Protocoles des sages de Sion.

## Oppositions
Hirsch Rabinowitz publia en 1873 dans Yevreiskaya Biblioteka une réplique critiquant son livre sur le Kahal. À Vilnius, c'est R. Jacob Barit qui s'opposa à lui, quand, en 1871, le gouverneur général Kaufman rassembla une commission d'enquête pour examiner les accusations de Brafman.

## Dans la littérature
Jacob Brafman fait partie de la trame du roman d'Umberto Eco Le Cimetière de Prague.

## Publications
anglais
- The Book of Kahal, 1869.
- The Jewish Brotherhood

allemand
- Das Buch vom Kahal

français
- Les Sources de l'impérialisme juif : Le Qahal (Paris, 1925), traduit par Ernest Jouin[8].

en polonais
- Préface par Kalikst Wolski, Żydzi i kahały